# Giorgio Warda
Giorgio Warda, in siriaco Giwargis o Givargis o Gewargis (Arbela, ... – ...; fl. XIV secolo) è stato un poeta siro.

## Biografia
Giorgio Warda (in siriaco: "Rosa"), fu un importante poeta della tarda letteratura siriaca classica. Molte sue poesie vennero incluse nella liturgia della Chiesa d'Oriente. È nominato in molti manoscritti come l'autore (o forse il compilatore) del Libro della Rosa (in siriaco Kthābhā d-wardā), un'antologia di inni siriaci per varie celebrazioni liturgiche. Non tutte le poesie dell'antologia sono opera sua, ma stabilire l'autenticità delle poesie è difficile date le grandi differenze tra i manoscritti. Finora sono state pubblicate soltanto 34 delle 150 poesie a lui tradizionalmente attribuite; ma una buona parte della sua opera è tuttora sconosciuta: una tesi di laurea, dattiloscritta e mai pubblicata, discussa nel 1957 da padre Paul Bachi e limitata ad una ricerca tra i soli codici vaticani, elenca 204 scritti. 
Non è possibile stabilire con sicurezza nessun elemento o datazione della sua vita. Secondo un manoscritto Giorgio era originario di Arbela. Ciò può derivare da una confusione con l'autore del X secolo Giorgio (Giwargis) di Arbela; ma una poesia presente nella raccolta inveisce contro un diacono senza fede delle vicinanze di Arbela. Molti degli inni sono commemorazioni di eventi storici: uno di essi parla di una carestia che colpì la Mesopotamia del Nord nel 1223; un altro parla delle incursioni mongole che afflissero la regione nel 1235-1236. Giorgio potrebbe essere stato coevo di questi eventi, ma non ne abbiamo la certezza. Uno degli inni attribuiti a Giorgio cita il patriarca Timoteo II, attivo nel 1318-1332, per cui più probabilmente visse un secolo dopo tali avvenimenti. Anche il fatto che il poeta non sia elencato nel catalogo degli scrittori siriaci di Abdisho bar Berika, completato dopo il 1315, sembra indicare che Giorgio sia vissuto nel XIV secolo.